# Warframe
Warframe — компьютерная игра в жанрах action/RPG и шутера от третьего лица, разработанная и выпущенная канадской студией Digital Extremes для платформ Windows, PlayStation 4, PlayStation 5, Xbox One, Xbox Series X/S и iOS. Разработкой версии игры для Nintendo Switch занимается компания Panic Button. В дальнейшем должна выйти версия на Android. Действие Warframe происходит в вымышленной научно-фантастической вселенной, в которой несколько сторон соперничают за власть над Солнечной системой. Игроки принимают на себя роли Тэнно — древних воинов, использующих в сражениях дистанционно управляемые тела «варфреймы» с разнообразным оружием и способностями. Геймплей Warframe сочетает в себе бои со стрельбой и использованием холодного оружия, паркур и также включает в себя элементы компьютерных ролевых игр — игрок постоянно улучшает снаряжение своего персонажа. Warframe распространяется по модели free-to-play и поддерживается за счёт микроплатежей — игроки могут за реальные деньги приобрести в игровом магазине внутриигровые предметы.
Замысел Warframe возник у разработчиков из Digital Extremes в начале 2000-х годов, и они длительное время занимались разработкой игры под названием Dark Sector; этот проект был закрыт, когда студия не смогла найти для него издателя. В 2008 году Digital Extremes выпустила другую игру, также под названием Dark Sector, лишь частично основанную на ранее накопленных разработках; позже студия вновь обратилась к первоначальной концепции, сменив название игры на Warframe. Хотя запущенная в 2013 году игра поначалу не пользовалась значительной популярностью и получила посредственные отзывы игровой прессы, на протяжении последующих лет разработчики продолжали улучшать и дополнять её. К 2018 году количество зарегистрированных в игре игроков приблизилось к 40 миллионам, и количество одновременно присутствующих в игре игроков превышало 120 тысяч.

## Геймплей
Игра рассчитана на от одного до четырёх человек. Игроки используют варфрейм (с собственным набором умений и характеристик) и оснащены 4 видами вооружения: основное оружие (такое как винтовки, дробовики, луки или снайперское вооружение), вторичное оружие (обычно пистолет, но также имеются пистолеты-пулемёты, метательное оружие), оружие ближнего боя (мечи, парные мечи, кинжалы, топоры, косы, глефы, перчатки и т. д.), и паразон (специальный техно-кинжал, предназначенный для добивания врагов и взлома консолей). Игрокам дают очки опыта за убийство противников, выполнение задач и миссий, для увеличения уровня их оружия и брони. Варфреймы и их вооружение могут быть модифицированы, модификаторы можно установить, удалить или обновить между миссиями. Периодически для уже существующих варфреймов выходят так называемые «Прайм» версии, имеющие улучшенные характеристики и изменённый дизайн. Игроки также должны будут взламывать терминалы, пройдя мини-игру — головоломку для завершения определённой цели или открытия дверей(выход из изоляции или открытие пути к цели миссии).
Игрок может прыгать, бегать, скользить и перекатываться, а также комбинировать методы для быстрого перемещения по уровню и избежания вражеского огня, а также для получения доступа к секретной области.
Кредиты, патроны, ресурсы и модификаторы можно найти в определённых локациях, например в шкафчиках и разрушаемых контейнерах, а также они падают с врагов. Новое оружие, варфреймы и другую экипировку можно купить в магазине (сами изделия или их чертежи), используя кредиты, полученные в игре, или платину, приобретённую через микротранзакции или внутриигровую торговлю. Чертежи можно построить, используя ресурсы, найденные во время прохождения миссий.

### Миссии
В настоящее время существует 25 побочных типов миссий. Вторичные миссии или вторичные цели могут быть добавлены случайным образом вне зависимости от основного задания, но они не известны и не доступны, пока основная миссия не будет завершена. Миссии разбросаны по всем планетам Солнечной системы (наряду с карликовыми планетами Плутон, Церера, Эрида и Седна, а также спутниками Марса — Фобос и Деймос), и делятся на конечные и бесконечные.
Конечные миссии имеют точку входа, на которой появляются игроки при начале миссии, и точку эвакуации, которой нужно достигнуть после выполнения цели, чтобы завершить миссию:
- Узел планеты (англ. Junction) — особая миссия, где необходимо победить Спектра Варфрейма, чтобы получить доступ к новой планете. Для начала боя со спектром необходимо выполнить несколько условий, отображаемых при наведении курсора на миссию на звёздной карте или сбоку от панели в самой миссии.
- Убийство (англ. Assassination) — миссия по устранению врага (босса), уникального для каждой планеты. Босс обычно обладает уникальными способностями и оружием, что отличает их от обычных солдат. После завершения такой миссии игроки получают чертёж или компонент для сборки оружия или варфрейма, причём, как правило, того же, чей спектр охраняет её узел.
- Захват (англ. Capture) — игрокам требуется найти цель, лишить её всего здоровья, захватить и достигнуть точки эвакуации;
- Спасение (англ. Rescue) — игрокам требуется проникнуть в тюрьму, освободить заложника и довести его живым до точки эвакуации.
- Диверсия (англ. Sabotage) — игрокам требуется проникнуть на базу врага и уничтожить вражеский объект; в Бездне цель и её достижение отличается. Для уничтожения объекта игроки могут выбрать свой подход: взорвать, заморозить или вызвать магнитную аномалию. Миссии диверсии на кораблях и в Бездне содержат три спрятанных контейнера, за нахождение которых игроки получают дополнительную награду.
- Улей (англ. Hive) — миссия, аналогичная диверсии, но врагами является только фракция Заражённых. Цель миссии — уничтожить 3 улья, разбросанных по локации, каждый из которых защищён несколькими «опухолями» — небольшими жёлтыми объектами около улья, создающими непробиваемый барьер, и для уничтожения улья необходимо сначала уничтожить все «опухоли». Также содержит спрятанные контейнеры.
- Мобильная оборона (англ. Mobile Defense) — игрокам требуется поочерёдно донести устройство для взлома до двух-трёх терминалов данных, после чего защищать терминал от вражеских атак в процессе взлома, длящегося около полутора минут.
- Шпионаж (англ. Spy) — игрокам требуется взломать три защищённых терминала, каждый из которых защищён различными системами, поднимающими тревогу, если игрок их провоцирует и уничтожающими данные терминала через некоторое время после поднятия тревоги. Как правило, для успешного прохождения миссии требуется взломать хотя бы один терминал, но в некоторых случаях — два или даже все три.
- Зачистка (англ. Exterminate) — игрокам требуется убить определённое количество врагов.
  - Стычка (англ. Skirmish) — также как в обычной миссии «Зачистки», игрокам, с помощью Рэйлджека, требуется уничтожить определённое количество кораблей флота противника, иногда на определённых локациях, можно встретить босса (Капитан Галлеона или Командир Астероидной Базы).
- Налёт (англ. Hijack) — игрокам требуется найти объект, а потом довести его до точки эвакуации, питая систему движения собственными щитами, причём не допуская его уничтожения вражескими силами.
- Преследование (англ. Pursuit) — уникальный тип миссии арчвинг, задача которой — уничтожение курьера в открытом космосе.
- Прорыв (англ. Rush) — уникальный тип миссии арчвинг, задача которой — уничтожение транспортных средств противника.
- Ячейки Нетры (англ. Netracells)

Бесконечные миссии происходят «циклами» и выдают награду за каждую волну, пройденную игроком. Они могут как иметь точку выхода, позволяя игрокам закончить миссию в любой момент после прохождения хотя бы одного «цикла», так и не иметь её, проходя на маленькой замкнутой карте и только позволяя успешно покинуть карту после окончания «цикла». Во всех бесконечных миссиях уровень врагов повышается бесконечно по мере продолжения прохождения.
- Алхимия (англ. Alchemy)
- Армагеддон Бездны (англ. Void Armageddon)
- Выживание (англ. Survival) — в локации отключаются системы жизнеобеспечения, и игрокам требуется использовать капсулы жизнеобеспечения, либо убивать врагов и открывать контейнеры ради модулей жизнеобеспечения. Длина одного цикла — 5 минут.
  - Сопряжённое Выживание (англ. Conjunction Survival)
- Каскад Бездны (англ. Void Cascade)
- Оборона (англ. Defense) — игроки должны защищать цель от волн врагов на маленькой карте. Длина одного цикла — 3 волны.
  - Зеркальная Оборона (англ. Mirror Defense)
- Орфикс (англ. Orphix) — игроки должны уничтожить орды Владеющих Разумом и их существ, которые называются Орфиксами с помощью Некрамехов. Длина одного цикла — 3 Орфикса.
- Потоп Бездны (англ. Void Flood)
- Перехват (англ. Interception) — игрокам требуется захватить и оборонять от врагов 4 точки с целью перехвата сигнала. Длина одного цикла — одно сообщение.
- Раскопки (англ. Excavation) — игрокам требуется защищать добытчики «криотика» — хладагента — от вражеских сил и подпитывать их батареями, падающими со врагов. В отличие от остальных бесконечных миссий, в которых реликвия Бездны может быть открыта каждый цикл, игроки получают награду, когда добытчик завершает полный цикл из 100 секунд, но реликвия требует всего лишь добычи 200 криотика.
- Сбой (англ. Disruption) — миссия, добавленная в обновлении 25.0 «Юпитерианское Соглашение», во время которой игрокам требуется оборонять проводники. Каждый цикл, на карте появляются четыре проводника: белый, голубой, красный и синий, для активации которых требуется найти ключи соответствующих цветов, которые можно получить за убийство особых противников, после чего появляется враг-разрушитель, уничтожающий проводник, если игроки не убивают его вовремя. Награда за эту миссию зависит от номера цикла, а также количества сохранённых проводников. Длина одного цикла — 4 проводника.
- Арена (англ. Arena) — в самом начале миссии объявляется особый модификатор, который усложняет выполнение цели и даёт преимущество врагам. Сами миссии арены, подобно миссиям режима PvP, имеют точки появления боеприпасов, сфер здоровья и энергии.
- Резня в Святилище (англ. Sanctuary Onslaught) — режим, подобный режиму выживания. Игроку требуется уничтожать врагов и поддерживать эффективность достаточно высоко. Каждые 2 минуты и 30 секунд карта и враги, её наполняющие, меняются на новые.
  - Элитная Резня в Святилище (англ. Elite Sanctuary Onslaught)

Режим PvP, связанный с синдикатом Конклава, включает в себя четыре миссии, ограничивающие и перерабатывающие доступное снаряжение и модификаторы.
- Истребление (англ. Annihilation) — 8 игроков сражаются за титул победителя. Побеждает первый игрок, который наберёт 25 Оро, выпадающих с павших противников.
- Командное истребление (англ. Team Annihilation) — игроки делятся на две команды по 4 игрока и сражаются друг с другом. Побеждает первая команда, что набирает 50 Оро.
- Захват цефалона (англ. Cephalon Capture) — игроки делятся на две команды, которым необходимо украсть вражеский цефалон с базы противника и доставить на свою базу. Захват засчитывается только тогда, когда цефалон команды находится на месте. Для победы в матче необходимо набрать 5 очков.
- Лунаро (англ. Lunaro) — игроки делятся на 2 команды по 3 игрока. Задача каждой команды — отобрать мяч Лунаро у противника и забить гол в их ворота. Лунаро является исключительно соревновательным режимом игры, в котором отсутствует возможность убивать вражеских игроков.
- Свободное перемещение (англ. Free Roam) — обширные локации со своими заданиями, заказами (Bounty). Такими локациями являются Равнины Эйдолона, расположенные на Земле, Долина Сфер, расположенная на Венере, и Камбионский Дрейф, расположенный на Деймосе.

Также существуют другие миссии, Сигналы тревоги и Тактические тревоги, которые могут иметь уникальный или любой из доступных типов миссии или фракций (независимо от исходного типа миссии или фракции) и доступные только ограниченное количество времени. Эти миссии могут быть сложнее, но в качестве награды можно получить больше кредитов и/или специальные награды (например: редкие чертежи или ресурсы (иногда в большом количестве, в зависимости от типа ресурса)). Ещё один тип миссии — «Кошмарный режим», значительно увеличивающий сложность существующей миссии (сохраняя при этом оригинальный тип миссии и фракцию), но награждающий игроков уникальными «гибридными модификаторами». Сложность «Кошмарного режима» обусловлена «случайными модификаторами миссии», Всегда будет присутствовать один из основных модификаторов: «без щитов», «ограничение на время», «утечка энергии» или «вампир» (постоянный урон здоровью вплоть до 1 %), также могут присутствовать дополнительные модификаторы, вроде «дефицит патронов», «усиленные враги», «низкая гравитация» или «дружественный огонь».
Цель миссии может измениться в процессе игры. Например, если вы будете замечены в миссии типа «Взлом», то есть шанс, что Лотос поменяет цель текущей миссии на идентичную «Зачистке» — убийство всех противников.

### Фракции
В настоящее время в игре присутствуют всего 11 фракций, девять из которых враждебные и одна — общая для диких животных, атакующих всех. Фракция, за которую предстоит играть — Тэнно, потомки воинов из ушедшей эпохи Орокин. После неопределённой войны в живых остались Тэнно, находившиеся в анабиозе в течение многих столетий, перед пробуждением их Лотос. Лотос — таинственная (хотя и доброжелательная) фигура, которая направляет их в ходе миссий. Тэнно отлично владеют Варфреймами, которые становятся для них оружием и помощником.

#### Синдикаты
Различные группы интересов, действующие по всей территории Солнечной системы, помимо Гринир, Корпуса и Тэнно. Эти фракции имеют свои собственные идеологии и планы относительно будущего мира. В качестве предстоящей особенности игры, игроки смогут выполнять квесты, миссии, и сигналы тревоги на стороне любого синдиката, тем самым поднимая репутацию своих отношений с этой группой, и зарабатывать уникальные награды. Повышение отношений с одной группой, однако, повлияет на отношение с другими группами, и даже может привести к запуску контрмер против игрока, поэтому выбор синдиката очень важен. Вы можете менять синдикат в любой момент игры.

#### Охотники
Во время миссий могут появляться такие враги как Сталкер — охотник на Тэнно, а также Охотник Занука (минибосс фракции Корпус), Джаггернаут (минибосс фракции Заражённых), Грастрагская Тройка (минибосс(ы) фракции Гринир), Лич Кувы (минибосс фракции Гринир), Сестра Парвоса (минибосс фракции Корпус), и Волк Сатурна 6 (минибосс первой серии Ночной Волны), с целью убить определённого игрока.

## Разработка
Концепт Warframe зародился при работе над игрой Dark Sector в 2000 году. Однако когда проект вышел в 2008 году, от его оригинальной идеи из-за корректировок издателей практически ничего не осталось. В 2012 году студия Digital Extremes приняла решение воплотить в жизнь свои ранние задумки, но разработчикам не удавалось найти издателя для Warframe.
В своём интервью креативный директор студии Стив Синклер отмечает, что от проекта отказались все издатели, к которым обращалась Digital Extremes. Издатели аргументировали свои отказы тем, что не считают игры с фантастическим сеттингом перспективными, а Warframe подающим надежды проектом. Издатели предрекали игре провал.
Несмотря на трудности, Digital Extremes удалось выпустить бета-версию Warframe 25 марта 2013 года. Также студия заявила о своём намерении выпускать регулярные обновления для игры.

## Критика
| Сводный рейтинг       | Сводный рейтинг | Сводный рейтинг | Сводный рейтинг | Сводный рейтинг |
| Издание               | Оценка          | Оценка          | Оценка          | Оценка          |
| Издание               | Switch          | PC              | PS4             | Xbox One        |
| --------------------- | --------------- | --------------- | --------------- | --------------- |
| GameRankings          | 85,25 %         | 66,50 %         | 66,97 %         | 69,50 %         |
| Metacritic            | 86/100          | 71/100          | 64/100          | 62/100          |
| Иноязычные издания    |                 |                 |                 |                 |
| Издание               | Оценка          | Оценка          | Оценка          | Оценка          |
| Издание               | Switch          | PC              | PS4             | Xbox One        |
| Destructoid           | N/A             | N/A             | N/A             | 6/10            |
| Edge                  | N/A             | N/A             | 5/10            | N/A             |
| Eurogamer             | N/A             | N/A             | 4/10            | N/A             |
| Game Informer         | N/A             | N/A             | 7,75/10         | N/A             |
| GameRevolution        | N/A             | N/A             | [ 17 ]          | N/A             |
| GameSpot              | N/A             | 6/10            | N/A             | N/A             |
| GameTrailers          | N/A             | N/A             | 6/10            | N/A             |
| GameZone              | N/A             | N/A             | 8,5/10          | N/A             |
| IGN                   | 8,6/10          | 7/10            | 7,5/10          | N/A             |
| OXM                   | N/A             | N/A             | N/A             | 7/10            |
| PC Gamer (UK)         | N/A             | 86 %            | N/A             | N/A             |
| Polygon               | N/A             | N/A             | 5/10            | N/A             |
| OPM                   | N/A             | N/A             | 7/10            | N/A             |
| Русскоязычные издания |                 |                 |                 |                 |
| Издание               | Оценка          | Оценка          | Оценка          | Оценка          |
| Издание               | Switch          | PC              | PS4             | Xbox One        |
| Absolute Games        | N/A             | 70 %            | N/A             | N/A             |
| PlayGround.ru         | N/A             | 6,9/10          | N/A             | N/A             |
| «НИМ»                 | N/A             | 5,9/10          | N/A             | N/A             |

Warframe получила «смешанные отзывы» на всех платформах, согласно сайту агрегирования обзоров Metacritic, кроме Nintendo Switch, где она получила «в основном положительные отзывы».
Летом 2018 года, благодаря уязвимости в защите Steam Web API, стало известно, что точное количество пользователей сервиса Steam, которые играли в игру хотя бы один раз, составляет 16 332 217 человек.